# Bibliaövezet

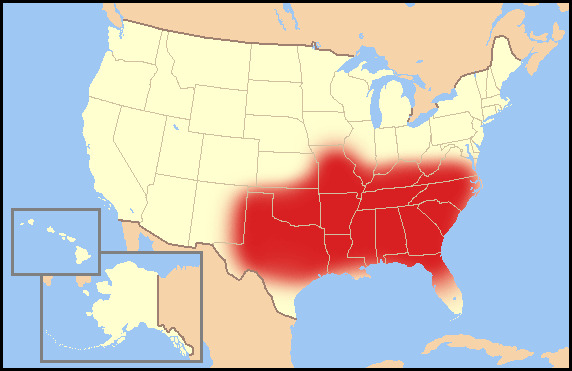
A Bibliaövezet az Egyesült Államokban.

Felekezeti megoszlás az Egyesült Államokban. A vörössel és bíboral jelölt területeken a baptizmus a legjelentősebb.

A Bibliaövezet (angolul Bible Belt) az Amerikai Egyesült Államok azon területeinek köznapi elnevezése, ahol elsősorban az evangéliumi (neo)protestáns felekezetek határozzák meg a kultúrát, és általában jellemző a konzervatív társadalomszemlélet és a hívők magas aránya.
A Bibliaövezet nagyjából egybe esik a USA déli államaival. A gyarmati időszakban (1607–1776) a déli államok az anglikán egyház bástyái voltak. Azonban az elkövetkező évszázad vallásos megújulási mozgalmainak hatására, melyek mindenekelőtt a baptista felekezethez kapcsolódtak, fokozatosan teret, majd elsőbbséget nyert a nem-anglikán protestantizmus.
Az elnevezés szembeállítja a területet a fővonalbeli protestáns és katolikus északkeleti, a felekezeti szempontból változatos középnyugati és Nagy Tavak környéki, a mormon Utah és dél-Idaho, illetve a viszonylag szekuláris nyugati államokkal. A felekezethez nem tartozó emberek aránya Alabamában mindössze 6%, míg az északnyugati Washington államban a legnagyobb, 25%. Arányait tekintve a legtöbb baptista (55%) Mississippi államban él.
A Bible Belt kifejezés legkorábbi említése Henry Louis Mencken amerikai újságíróhoz köthető, aki a következőket írta 1924-ben a Chicago Daily Tribune lapban: "The old game, I suspect, is beginning to play out in the Bible Belt." ("A régi játszma, úgy sejtem, kezd a végére járni a Bibliaövezetben.").